# 呂纘祖
呂纘祖（?—?），字伯承，一字修祉，號峻發，直隸滄州人。清順治三年（1646年）丙戌科一甲第二名進士（榜眼），授弘文院編修，官至侍讀學士。著有《幾園集》。

## 詩作
- 《过僧舍》[2]

林端梵影插秋天，正在长流夹岸边。
散步莫疑因病酒，偶来非是为逃禅。
尘门不禁贫人履，僧榻偏酣高士眠。
檐际松风波底月，久忘身世隔尘烟。